# Живко Шушница
Живко Шушница (Прокупље, 1948) српски је сликар.

## Биографија
Рођен је у Прокупљу 1948, а од 1960. живи у Бањој Луци. Сликарство је учио у атељеу „Пелагић“. Имао је 9 самосталних и 87 заједничких изложби.
Један је од оснивача и члан Удружења ликовних умјетника Републике Српске.
Добитник је прве награде за скулптуру на тему „Жене и револуција“, Бања Лука 1976.

## Изложбе
- 2012. самостална изложба „Пејзажи“, Мали изложбени салон, Бански двор, Бања Лука,
- 2011. Бања Лука,
- 2008. Париз,
- 2007. Бања Лука,
- 2001. Бања Лука, Котор Варош,
- 2000. Лакташи,
- 1999. Бања Лука,
- 1998. Горњи Милановац,
- 1997. Зрењанин, Бечићи, Пале, Бања Лука,
- 1996. Бања Лука, Горњи Милановац,
- 1995. Дервента, Холандија, Бања Лука,
- 1994. Милићи, Книн, Плитвице, Бања Лука, Горњи Милановац,